# Tiro ai Giochi della XXXI Olimpiade - Trap femminile
La gara di trap femminile dei Giochi della XXXI Olimpiade si è svolta il 7 agosto 2016. Vi hanno partecipato 21 atlete.

## Risultati

### Turno di qualificazione
| Pos. | Atleta              | Nazione        | 1  | 2  | 3  | Totale | Shoot-off | Note |
| ---- | ------------------- | -------------- | -- | -- | -- | ------ | --------- | ---- |
| 1    | Laetisha Scanlan    | Australia      | 22 | 25 | 23 | 70     |           | Q    |
| 2    | Jessica Rossi       | Italia         | 24 | 21 | 24 | 69     |           | Q    |
| 3    | Fátima Gálvez       | Spagna         | 24 | 22 | 23 | 69     |           | Q    |
| 4    | Corey Cogdell       | Stati Uniti    | 22 | 23 | 23 | 68     |           | Q    |
| 5    | Natalie Rooney      | Nuova Zelanda  | 24 | 23 | 21 | 68     |           | Q    |
| 6    | Catherine Skinner   | Australia      | 22 | 21 | 24 | 67     | +2        | Q    |
| 7    | Cynthia Meyer       | Canada         | 21 | 23 | 23 | 67     | +1        |      |
| 8    | Mariya Dmitriyenko  | Kazakistan     | 24 | 20 | 22 | 66     |           |      |
| 9    | Gaby Ahrens         | Namibia        | 23 | 22 | 21 | 66     |           |      |
| 10   | Satu Mäkelä-Nummela | Finlandia      | 22 | 24 | 20 | 66     |           |      |
| 11   | Ekaterina Rabaya    | Russia         | 22 | 20 | 23 | 65     |           |      |
| 12   | Pak Yong-hui        | Corea del Nord | 23 | 20 | 22 | 65     |           |      |
| 13   | Arianna Perilli     | San Marino     | 21 | 23 | 21 | 65     |           |      |
| 14   | Ray Bassil          | Libano         | 23 | 22 | 20 | 65     |           |      |
| 15   | Chen Fang           | Cina           | 23 | 21 | 20 | 64     |           |      |
| 16   | Alessandra Perilli  | San Marino     | 22 | 22 | 19 | 63     |           |      |
| 17   | Lin Yi-chun         | Taipei cinese  | 22 | 20 | 20 | 62     |           |      |
| 18   | Tatiana Barsuk      | Russia         | 21 | 22 | 19 | 62     |           |      |
| 19   | Jana Beckmann       | Germania       | 20 | 20 | 21 | 61     |           |      |
| 20   | Yukie Nakayama      | Giappone       | 19 | 22 | 20 | 61     |           |      |
| 21   | Janice Teixeira     | Brasile        | 22 | 21 | 17 | 60     |           |      |

### Semifinale
| Pos. | Atleta            | Nazione       | Totale | Shoot-off | Note |
| ---- | ----------------- | ------------- | ------ | --------- | ---- |
| 1    | Catherine Skinner | Australia     | 14     |           | Q    |
| 2    | Natalie Rooney    | Nuova Zelanda | 13     | +1        | Q    |
| 3    | Corey Cogdell     | Stati Uniti   | 13     | +0        | B    |
| 4    | Fátima Gálvez     | Spagna        | 12     |           | B    |
| 5    | Laetisha Scanlan  | Australia     | 10     |           |      |
| 6    | Jessica Rossi     | Italia        | 10     |           |      |

### Finali

#### Finale 3º posto
| Posizione | Atleta        | Nazione     | Totale | Shoot-off |
| --------- | ------------- | ----------- | ------ | --------- |
|           | Corey Cogdell | Stati Uniti | 13     | +1        |
| 4         | Fátima Gálvez | Spagna      | 13     | +0        |

#### Finale 1º posto
| Posizione | Atleta            | Nazione       | Totale | Shoot-off |
| --------- | ----------------- | ------------- | ------ | --------- |
|           | Catherine Skinner | Australia     | 12     |           |
|           | Natalie Rooney    | Nuova Zelanda | 11     |           |